# Histoire du Deuxième Bureau
L'histoire du Deuxième Bureau retrace l'évolution du Deuxième Bureau, le principal service de renseignement de la France sous la Troisième République. Fondé en 1871, après la bataille de Sedan, il est dissout en 1940 par le régime de Vichy. Avec le Bureau central de renseignements et d'action (BCRA), il a servi de base pour la fondation de la Direction générale de la Sécurité extérieure.

## Histoire

### De la fondation à la Première guerre mondiale

#### Genèse et création
Le 8 juin 1871, le ministère de la Guerre autorise la création d'un service de renseignement chargé de mener, en secret, des recherches sur les plans et les opérations ennemies. Le Deuxième Bureau est ainsi mis en place au sein de l'état-major de l'Armée française. L'année suivante, lui est adjointe la mission d'assurer le contre-espionnage français afin d'éviter toute pénétration étrangère dans l'appareil d’État. L'instruction ministérielle du 17 février 1875 dispose : « l'état-major de l'Armée est chargé de la centralisation de tous les renseignements sur les armées étrangères et sur la défense contre les menées ennemies, notamment contre l'espionnage ennemi ».
En 1876, est ajoutée au Deuxième Bureau une section de Statistiques et de reconnaissances militaires, qui forme la base de la Direction du Renseignement de l'actuelle DGSE. Le Bureau ne dispose toutefois pas d'assez d'agents, et doit donc se reposer sur les informations recueillies par la gendarmerie et la police.

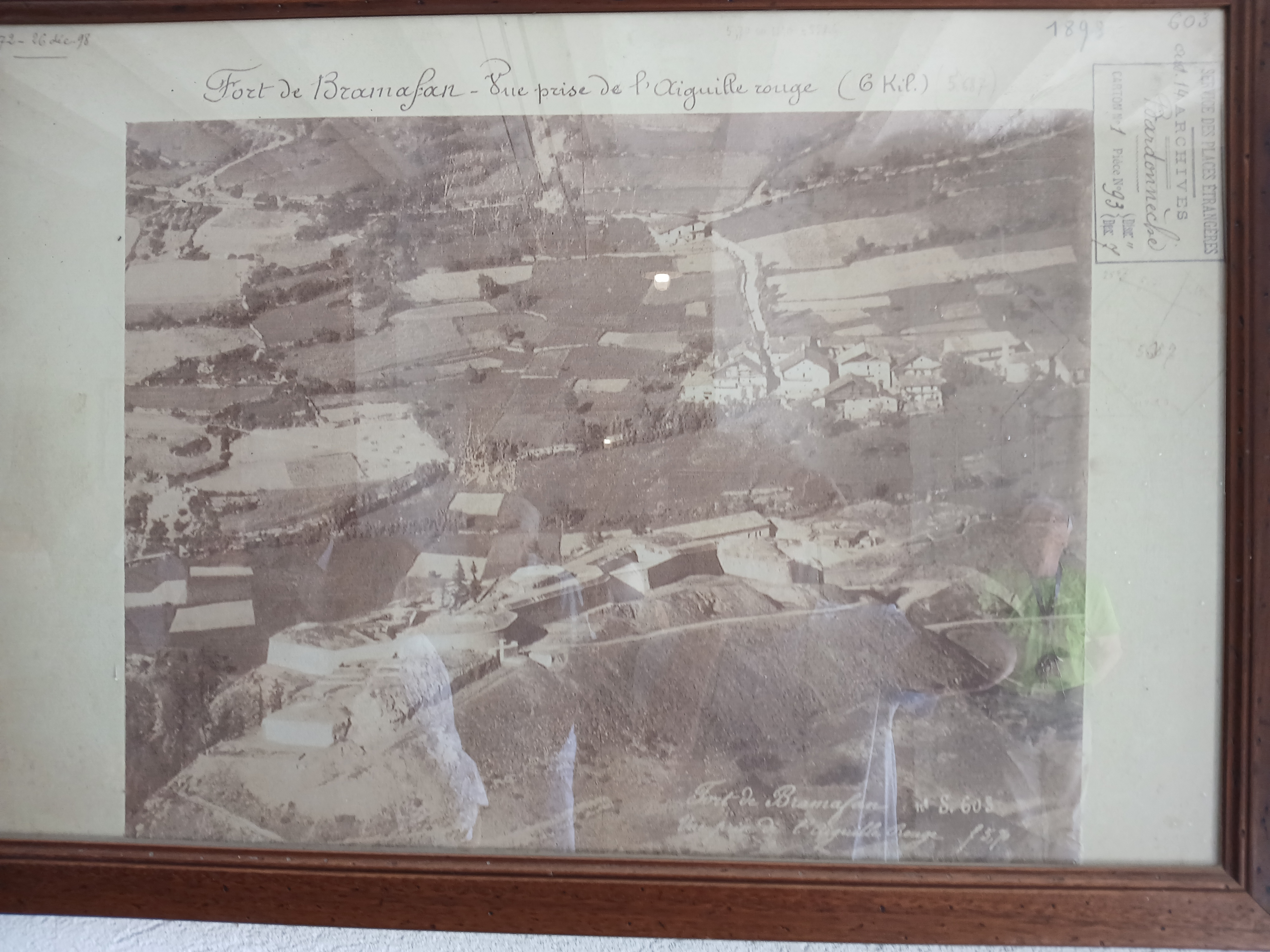
Image prise en 1893 sur le fort de Bramafam archivée par le service des places étrangères

#### Affaire Dreyfus et remise en cause du service
Le scandale de l'affaire Dreyfus provoque des remous au sein du service. Le pouvoir politique décide de supprimer la section des statistiques, et de transférer le contre-espionnage au ministère de l'Intérieur. En 1899 est créé le Contrôle général des services de la surveillance du territoire, qui est supprimé en 1907.

#### Développement de capacités de cryptanalyse
Le Deuxième Bureau développe au début du 20e siècle une excellente réputation dans le domaine de la cryptanalyse. L'armée a en effet beaucoup investi dans le domaine du cryptage et des mathématiques appliquées.

### Première Guerre mondiale

#### Opérations de décryptage
Avant même l'entrée en guerre de la France durant la Première Guerre mondiale, les mathématiciens du Deuxième Bureau réussissent à décrypter le télégramme qui contient la déclaration de guerre de l'Allemagne à la France, avant même que l'ambassadeur d'Allemagne en France ne le lise. 

#### Interceptions de l'armée allemande
Les interceptions du service technique du Deuxième Bureau permettent de prévoir les déplacements de l'armée allemande à Montdidier et Compiègne avant qu'elle n'atteigne Paris.

### Entre-deux-guerres

#### Constitution du patrimoine clandestin
Le Deuxième Bureau forme au lendemain de la guerre un patrimoine clandestin, constitué d'une partie des indemnités que l'Allemagne verse à la France en application du traité de Versailles et des revenus générés par la location d'immeubles allemands par les services secrets français après la guerre. Ce patrimoine est transmis à tous les avatars successifs du Deuxième Bureau jusqu'à aujourd'hui.

#### Prospective et recherche sur l'URSS
Le Deuxième Bureau mène des recherches sur les processus de décision et les jeux de pouvoir au sommet de l'URSS. Il va ainsi interroger Boris Bajanov lorsque celui-ci arrive en France.

#### Surveillance d'agents de l'étranger
Le service français est chargé, pendant l'entre-deux-guerres, de surveiller des individus en contact avec des puissances étrangères hostiles. Le Deuxième Bureau rédige ainsi à la fin des années 1930 des notes sur des individus tels que Fernand de Brinon, qui côtoie Joachim von Ribbentrop.

#### Affaire Fantômas
Le Deuxième Bureau réussit à recruter comme agent un collaborateur de L'Humanité. Cette source doit pouvoir aider le bureau à remonter la trace des taupes qui, souvent par pacifisme, donnent des informations à l'URSS sur la production d'armes française. Grâce à cette source, une quinzaine de perquisitions est lancée dans toute la France entre le 27 juin et le 7 juillet 1932.

#### Recrutement de Joséphine Baker
Jacques Abtey, capitaine au sein du Deuxième Bureau, prend contact avec Joséphine Baker en 1939 pour en faire un honorable correspondant. Elle est finalement enrôlée dans des missions plus vastes au cours de la guerre.

### Régime de Vichy et dissolutionde jure

#### Obtention des codes d'Enigma
Un des principaux succès du Bureau durant la Seconde Guerre mondiale est l'obtention des codes de la machine Enigma. Un agent du Bureau, « Rex », obtient un rendez-vous avec Hans-Thilo Schmidt, un crypteur allemand qui travaillait au ministère de l'Armée allemande. Il vend au Bureau les manuels qui permettent de faire fonctionner Enigma. Ils sont ensuite transmis aux ingénieurs alliés qui travaillent sur la machine.